# 1099 км (Кировская область)
1099 км — упразднённый в 2012 году населённый пункт (тип: железнодорожная казарма) в Фалёнском районе Кировской области.

## География
Находится на исторической железнодорожной дороге Транссиба, на линии Киров — Пермь, возле деревни Юсово, у реки Святица.

## История
Возник как поселение-дом железнодорожников у железнодорожного моста через реку Святица.
Упоминается в 1926 году как Будка на 143 километре Перм. ж. д., которая входила в Слободской уезд, Фалёнская волость,	Мильчаковский сельсовет.
К 1939 году будка 143 км, Фалёнский район,	Мильчаковский сельсовет (Список населённых пунктов Кировской области 1939 г.).
Справочник по административно-территориальному делению Кировской области на 1 июня 1978 г. приводит такие сведения: ж. д. казарма	1099 км, Фалёнский район, Фалёнский сельсовет.
Снят с учёта 28.06.2012 Законом Кировской области от 28.06.2012 № 178-ЗО.

## Население
Список населённых мест Вятской губернии по переписи населения 1926 г. приводит данные: учтено 1 домохозяйство, в них 2 жителя — мужчина и женщина.
Согласно Всесоюзной переписи населения 1989 года постоянного населения нет (Итоги Всесоюзной переписи населения 1989 года по Кировской области [Текст] : сб. Т. 3. Сельские населенные пункты / Госкомстат РСФСР, Киров. обл. упр. статистики. — Киров:, 1990. — 236 с. — С. 206).
Согласно переписи населения 2002 года проживал один человек (мужчина, удмурт).

## Инфраструктура
Путевое хозяйство Горьковской железной дороги. В пешей доступности платформа 1099 км.

## Транспорт
Автомобильный (просёлочные дороги) и железнодорожный транспорт.